# Francisco García Ayuso
Francisco García Ayuso (Valverde del Majano, 1835-Madrid, 1897) fue un orientalista y filólogo español, probablemente el mayor experto en lenguas semíticas del siglo XIX en su país.

## Biografía
Nacido en la localidad segoviana de Valverde del Majano, estudió humanidades en Segovia y en 1859 pasó a Tánger y Tetuán para aprender hebreo y árabe; al regresar entró en el Real Seminario y Colegio de San Lorenzo de El Escorial para dedicarse al estudio del griego y el latín; allí, con el profesor seglar alemán Johann Georg Braun, profundizó en el estudio del hebreo y además aprendió las lenguas modernas francés, inglés y alemán. Posteriormente fue profesor de hebreo, francés y alemán del seminario de Ávila, y en 1868 se trasladó a estudiar a Múnich, donde fue discípulo de M. S. Müller en árabe; de Carl Hermann Ethé en hebreo, siriaco y etíope; y, sobre todo, del iranólogo Martin Haug, con quien estudió además sánscrito; allí llegó a poseer el siriaco, etíope, turco, arábigo, persa, sánscrito y zend (una clase de idioma avéstico).
Volvió a España en 1870 y se dedicó a la enseñanza particular, teniendo entre sus discípulos a José Moreno Nieto, José Canalejas, Manuel de la Revilla y Francisco Fernández González; pero su fama y conocimientos le granjearon un puesto de profesor auxiliar de la Universidad; no pasó de allí, porque su catolicismo acérrimo le causó tantos enemigos como las envidias sobre sus extensos conocimientos; por lo menos lo explicó publicando un folleto, Las oposiciones de sánscrito por varios aficionados. Rectificación y réplica. Calumnia, que algo queda (1897), en la que ofrece su versión de los hechos. Obtuvo sin embargo por oposición la cátedra de alemán en la Escuela de Comercio. Fue miembro de la Real Academia Española, de cuya plaza tomó posesión el 6 de mayo de 1894 con el discurso titulado Estudio comparativo sobre el origen y formación de las lenguas neosánskritas y neolatinas. Fue asimismo profesor de hebreo, árabe, persa, turco, sánscrito, siríaco, etíope y acadio. Estaba entre los pocos españoles que sabía leer y traducir la escritura cuneiforme y entender el neoasirio y el neobabilonio. Tuvo por discípulo al diplomático Adolfo Rivadeneyra, hijo de Don Manuel Rivadeneyra, el gran librero-editor-impresor español, y tradujo libros de viajes. También estudió la religión irania (Los pueblos iranios y Zoroastro. Madrid: Imprenta de J. Noguera, 1874). En la Revista de España publicó una serie de estudios sobre Oriente (1872-1874), así como en la Revista de la Universidad de Madrid (1874-1876). Falleció el 16 de mayo de 1897 en Madrid.

Los siguientes son algunos de los libros publicados por o sobre Francisco García Ayuso:
- Ensayo crítico de Gramática comparada de los idiomas indoeuropeos sanskrit, zend, latín, griego, antiguo eslavo, litáuico, godo, antiguo alemán y armenio (1877-79; 2.º ed. 1886).
- El estudio de la Filología en su relación con sanskrit, Madrid : 1871, Imprenta estereotipia de M. Rivadeneyra
- Los pueblos iranios y Zoroastro, Madrid: 1874, Imprenta de J. Noguera, a cargo de M. Martínez.
- El Afghanistan: descripción histórico-geográfica del país, religión, usos y costumbres de sus habitantes : redactado con sujeción a las relaciones de viajeros contemporáneos, Madrid: 1878, Est. Tip. de R. Labajos.
- Gramática inglesa : método teórico-práctico con un catecismo gramatical en inglés para aprender a hablar este idioma, Madrid : Academia de Lenguas, 1880, Imprenta, estereotipia y galvanoplastia de Aribau y Ca.
- Cabos sueltos de historia ó hechos importantes de la historia y de las tradiciones de los pueblos: examinados á la luz de los descubrimientos modernos, Madrid: Sucesores de Rivadeneyra.
- Irán, o Del Indo al Tigrís : descripción geográfica de los países iranios, Afghanistan, Beluchistán, Persia y Armenia, Madrid: 1876, Imprenta de Medina y Navarro.
- Los descubrimientos geográficos modernos, Madrid: 1877, Establecimiento Tip. de M. Minuesa de los Ríos.
- Discursos leídos ante la Real Academia Española Madrid: 1894, Sucesores de Rivadeneyra.
- Gramática árabe : según el método de Ollendorf (1871).[4]
- Gramática árabe : método teórico-práctico (1883).[5]
- Los descubrimientos geográficos modernos en África y en el Polo Norte (1876)
- Viajes de Mauch y Baines al África del Sur (1881)
- Viaje de Rohlfs de Trípoli a Lagos, á través del desierto del Sahara (Madrid, 1878)
- El Nirvana Budista en sus relaciones con otros sistemas filosóficos (1885).
- Viajes de Livingstone al Africa central desde 1840—73 (Маdrid, 1876)
- Viajes de Schweinfurth al Africa central (Маdrid, 1877)
- Gramática francesa (1878)
- Gramática alemana (1882).